# Комовский, Василий Дмитриевич
Василий Дмитриевич Комовский  (6 (18) ноября 1803, Санкт-Петербург — 15 (27) июня 1851, Санкт-Петербург) — историк, литератор, действительный статский советник, младший брат Сергея Дмитриевича Комовского — соученика А. С. Пушкина по лицею.

## Биография
Происходил из рода польских шляхтичей, принявших русское подданство в 1665 году и через некоторое время ставшие наименоваться Комовскими. Родился 6 (18) ноября 1803 года в Санкт-Петербурге в семье коллежского советника Дмитрия Григорьевича Комовского (1766—26.06.1831), происходившего из  и его супруги Евдокии Степановны, урождённой Гвоздевой (?—13.04.1837). Был крещён 8 ноября 1803 года в Пантелеимоновской церкви при восприемстве В. Н. Каразина и жены камер-фурьера А. И. Гвоздевой. Общее образование получил в Петришуле в 1811—1817 годах и в Благородном пансионе при Царскосельском лицее (1818—1821; выпущен чиновником X класса с золотой медалью).
С 1821 года работал в Департаменте народного просвещения; с 1822 года — секретарь цензурного комитета. В 1828 году был назначен правителем дел Главного цензурного управления; 16 марта 1833 года назначен библиотекарем Императорской публичной библиотеки; 22 ноября 1836 года — членом Археографической комиссии; с 13 марта 1838 года был директором канцелярии Министра народного просвещения, с перерывом по болезни. В 1840 году стал чиновником для особых поручений при министре просвещения, по делам Варшавского учебного округа. С 19 июня 1841 года был правителем дел Комитета для нового устройства Академии наук, учреждённого под председательством князя М. А. Дундукова-Корсакова. С 6 февраля 1850 года — председатель Археографической комиссии. 
Занимался библиографией: в «Московском вестнике» за 1829 года был напечатан, составленный Комовским, список книг, напечатанных в России. Перевёл с немецкого сочинения: Ф. Шлегеля «История древней и новой литературы» (СПб.: тип. А. Смирдина, 1829—1830; 2-е изд. — 1834) и Менцеля «Немецкая словесность» (СПб.: тип. А. Плюшара, 1837—1838).
Был знаком с А. С. Пушкиным. В своей переписке с братьями Языковыми из Петербурга Комовский сообщал им о произведениях и литературных занятиях поэта (1828—1833). 
Умер 15 (27) июня 1851 года в Санкт-Петербурге от нервической горячки, похоронен на холерном кладбище у Куликова поля, рядом с которым было открыто Богословское кладбище.